# Château de Molleville
Le château de Molleville est un château situé à Molleville, en France.

## Localisation
Le château est situé sur la commune de Molleville, dans le département français de l'Aude.

## Historique
L'édifice est inscrit partiellement au titre des monuments historiques en 1986 (Façades et toitures, mur crénelé qui clôture la cour Est) .